# Мягкие дирижабли класса L

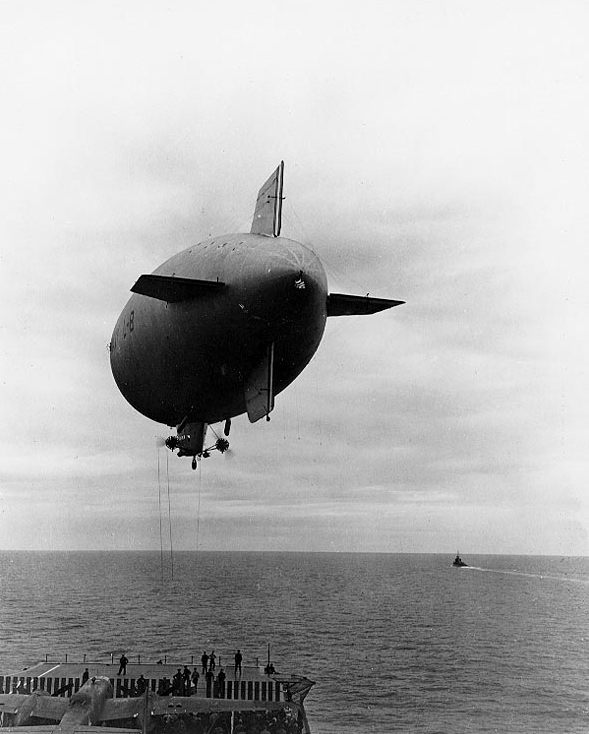
Дирижабль L-8

Мягкие дирижабли класса L (англ. L-class blimp) — класс дирижаблей, построенных компанией Goodyear Aircraft Company в середине 1930-х годов и эксплуатировавшихся в ВМФ США. Первый корабль, L-1, был заказан в 1937 году и доставлен в ВМФ США в апреле 1938 года. Корабль базировался в Лейкхерсте.
25 сентября 1940 года последовал ещё один заказ: поставка двух дирижаблей класса L (L-2 и L-3). ВМФ США получили эти корабли в 1941 году.
При вступлении США во Вторую мировую войну, ВМФ США получили ещё четыре дирижабля (L-4 — L-8).
Следующие четыре корабля (L-9 — L-12), построенные к апрелю 1943 года, собирались в ангарах авиабазы NAS Moffett Field.
Окончательный заказ был обозначен 24 февраля 1943 года: ещё 10 дирижаблей (L-13 — L-22). Корабли использовались для тренировок и прибрежных патрулей.
16 августа 1942 года с L-8 произошёл таинственный инцидент: в полёте на корабле пропали все члены экипажа. Неуправляемый дирижабль парил в воздухе недалеко от города Сан-Франциско.

## Технические характеристики
- Экипаж: 2 пилота
- Объём: 3482 м³
- Длина: 44,97 м
- Диаметр: 12,14 м
- Высота: 16,46 м
- Полезная нагрузка: 1152 кг
- Силовая установка: 2 × Warner R-500, 145 л. с.
- Максимальная скорость: 96 км/ч
- Крейсерская скорость: 74 км/ч
- Потолок: 3537 м
- Максимальная длительность полёта: 11 часов 54 мин